# پارکر یونگ
پارکر یونگ (انگلیسی: Parker Young؛ زادهٔ ۱۶ اوت ۱۹۸۸) یک هنرپیشه و مانکن اهل ایالات متحده آمریکا است. وی از سال ۲۰۰۸ میلادی تاکنون مشغول فعالیت بوده‌است.

## گزیده فیلمشناسی
از فیلم‌ها یا برنامه‌های تلویزیونی که وی در آن نقش داشته‌است می‌توان به آثار زیر اشاره کرد.
- جانور (فیلم ۲۰۱۴) (۲۰۱۴)
- آموزش مسائل جنسی (فیلم) (۲۰۱۴)
- رئیس (فیلم ۲۰۱۶) (۲۰۱۶)
- روزهای زندگی ما (۲۰۰۸)
- سی‌اس‌آی: نیویورک (۲۰۱۱)
- مد من (۲۰۱۲)
- ارو (مجموعه تلویزیونی) (۲۰۱۵–۱۶)